# Ратассепп, Валдеко Рудольфович
Валдеко Рудольфович Ратассепп (эст. Valdeko Ratassepp; 3 сентября 1912, Ропка, Юрьев, Российская империя — 10 февраля 1977, Таллин, Эстонская ССР) — эстонский и советский актёр театра и кино. Народный артист Эстонской ССР (1962).

## Биография
Родился в семье актёров Рудольфа и Эльзы Ратассепп. После окончания гимназии, с 1932 по 1937 год учился на юридическом факультете Тартуского университета, посещал театральную студию. С 1932 года выступал на сцене театра Ванемуйне. В 1939—1940 годы был помощником адвоката в Таллине.
В 1940 году — секретарь Харьюского уездного комитета компартии Эстонии. Во время Великой Отечественной войны был артистом Эстонского государственного национального художественного ансамбля.
С 1944 года и до конца своей жизни работал актёром в Таллинском государственном академическом театре драмы.
Скончался в 1977 году. Похоронен на Лесном кладбище Таллина.

## Избранные театральные роли
- Сабуров — «Дни и ночи» Константин Симонов
- Фёдор Таланов — «Нашествие» Леонид Леонов
- Эдгар МакКеннеди — «Шакалы» Аугуст Якобсон
- Могри Март — «Бог мошны» Аугуст Кицберг
- Андрес Варгамяэ — «Варгамяэ» Антон Хансен Таммсааре
- Оскар Хярм, главный инженер — «Форма» В. Гросс

## Избранная фильмография
- 1974 — Опасные игры / Ohtlikud mängud — начальник контрразведки
- 1969 — Последняя реликвия / Viimne reliikvia — Йохан фон Рисбитер
- 1969 — Гладиатор — Густав Викстрём
- 1968 — Распятый остров — эпизод
- 1966 — Письма с острова Чудаков / Kirjad Sõgedate külast — Йоосеп Саар
- 1966 — Ноктюрн / Noktirne
- 1963 — Оглянись в пути / Jäljed — начальник милиции
- 1962 — Романтика (ТВ фильм)
- 1961 — Друг песни / Laulu sõber — Киви, парторг
- 1955 — Яхты в море / Jahid merel — шпион
- 1927 – Молодые орлы / Noored Kotkad – комиссар Красной Армии

## Награды
- 1952 — Заслуженный артист Эстонской ССР
- 1956 — Медаль «За трудовое отличие»[1]
- 1962 — Народный артист Эстонской ССР